# 首爾女子大學
首爾女子大學（諺文：서울여자대학교），創立於1961年，位於首爾特別市蘆原區孔陵洞是一所綜合型女子私立大學。

## 簡介
首爾女子大學象徵的理念為智、德、術，為了培養女性領導人作為教育目標，一年級的共同生活教育課程，2年級的社會領導人訓練，3年級的家政管理實習公寓入住訓練等實施著徹底的全人教育，每年召開5月婿郎制和10月學術制，享受這充滿了活力的大學生活。

## 歷史
首爾女子大學，1958年7月在大韓基督校長財團法人貞義學園組織，1960年12月正式成立首爾女子大學，並邀請高凰京擔任校長，1961年開校，1979年大學院成立認可並設置了英語國文學科、教育學科、家庭學科碩士課程，1988年10月正式改編為大學（University），並邀請鄭求英擔任校長。

## 著名在校生
- 白知憲

## 著名校友
- 李寶英
- 李幼貞
- 韓志旼
- 金芝荷
- 朱詩恩
- 廉惠蘭
- 高允貞